# Pista kimberliensis
Pista kimberliensis är en ringmaskart som beskrevs av Anne D. Hutchings och Glasby 1990. Pista kimberliensis ingår i släktet Pista och familjen Terebellidae. Inga underarter finns listade i Catalogue of Life.